# غامبارانا (بافيا)
غامبارانا (بالإيطالية: Gambarana)‏ هي بلدة تقع في مقاطعة بافيا بإقليم لومبارديا في شمال إيطاليا. تبلغ مساحة هذه المدينة 12 (كم²)، وترتفع عن سطح البحر م، بلغ عدد سكانها 267 نسمة في عام 2004 حسب إحصاء المعهد الوطني للإحصاء.

## السكان
في سنة 1861 بلغ عدد السكان 1٬001 نسمة، وتطور العدد ليصل في سنة 2011 لـ 242 نسمة.
يظهر هذا المخطط البياني تطور النمو السكاني لـ غامبارانا (بافيا)